# Eulogio Ngache
Eulogio Ngache Luembe (ur. 8 października 1971) – lekkoatleta z Gwinei Równikowej, specjalizujący się w biegu na 400 metrów, olimpijczyk.
Jego jedyną, znaczącą, międzynarodową imprezą były w 1992 r., letnie igrzyska olimpijskie w hiszpańskiej Barcelonie. Ngache wziął udział w jednej konkurencji: biegu na 400 metrów. Wystartował w 5. biegu eliminacyjnym, zajmując w nim ostatnie 8. miejsce. Czasem 50,83 uzyskał 4. najgorszy wynik eliminacji, przez co nie zdołał awansować do kolejnej fazy zawodów. Jednocześnie był to jego najlepszy wynik w karierze na tym dystansie. 

## Osiągnięcia
| Rok  | Impreza              | Miejsce   | Konkurencja        | Lokata     | Wynik |
| ---- | -------------------- | --------- | ------------------ | ---------- | ----- |
| 1992 | Igrzyska olimpijskie | Barcelona | bieg na 400 metrów | eliminacje | 50,83 |

## Rekordy życiowe
- bieg na 400 metrów – 50,83 (1 sierpnia 1992, Barcelona).